# Saint-Germain-le-Rocheux
 Saint-Germain-le-Rocheux  es una población y comuna francesa, en la región de Borgoña, departamento de Côte-d’Or, en el distrito de Montbard y cantón de Aignay-le-Duc.

## Demografía
| 146 | 147 | 149 | 116 | 108 | 102 |
| Para los censos de 1962 a 1999 la población legal corresponde a la población sin duplicidades (Fuente: INSEE [Consultar]) |     |     |     |     |     |